# Edice OKO
Edice OKO je jednou z nejznámějších českých edic knížek pro děti a mládež formátu přibližně 15 × 10 cm, vycházející pod nakladatelstvím Albatros (dříve SNDK). Publikace v ní vycházejí od roku 1961, dosud bylo vydáno několik desítek titulů širokého tematického a oborového zaměření, především uměleckého a populárně-naučného charakteru. Autory knih byli čeští a slovenští autoři. Nejznámější je patrně Rozum do kapsy, který vyšel už v devíti reedicích. Některé z titulů byly vydány i na CD-ROM.
Na Slovensku vydávalo analogickou edici Atlásky (stejný formát, ale bez černého pruhu) nakladatelství Mladé letá; některé tituly byly vydány v obou edicích (např. Republiky SSSR / Republiky ZSSR, Dovedu to! / Dokážem to!, Rostliny známé neznámé / Rastliny známe neznáme, Abrakadabra).
Některé tituly byly vydány i mimo edici, popřípadě také v jiném nakladatelství (Dobrodružnou stezkou, Rozum do kapsy, Dovedu to!, Letadla československých pilotů).
Některé tituly byly také nově zpracovány v edici OČKO (menší rozměr, kroužková vazba).

## Seznam titulů
| Číslo svazku | Název titulu                              | Autor                                          | Rok vydání | Vydání                                | Nakladatelství | Poznámka                                   |
| ------------ | ----------------------------------------- | ---------------------------------------------- | ---------- | ------------------------------------- | -------------- | ------------------------------------------ |
| 01/I         | Tisíc malých dobrodružství I              | Zapletal, Miloš                                | 1961       | 1.                                    | SNDK           |                                            |
| 01/II        | Tisíc malých dobrodružství II             | Zapletal, Miloš                                | 1961       | 1.                                    | SNDK           |                                            |
| 02           | Z ptačí říše                              | Spirhanzl Duriš, Jaroslav                      | 1961       | 1.                                    | SNDK           |                                            |
| 02           | Z ptačí říše                              | Spirhanzl Duriš, Jaroslav                      | 1965       | 2.                                    | SNDK           |                                            |
| 02           | Z ptačí říše                              | Spirhanzl Duriš, Jaroslav                      | 1978       | 3.                                    | Albatros       |                                            |
| 02           | Z ptačí říše                              | Spirhanzl Duriš, Jaroslav                      | 1987       | 4.                                    | Albatros       |                                            |
| 03           | Kouzla s rostlinami                       | Patočka, Karel                                 | 1961       | 1.                                    | SNDK           |                                            |
| 04           | Ryby našich vod                           | Vodinský, Stanislav                            | 1962       | 1.                                    | SNDK           |                                            |
| 04           | Ryby našich vod                           | Vodinský, Stanislav                            | 1965       | 2.                                    | SNDK           |                                            |
| 04           | Ryby našich vod                           | Vodinský, Stanislav                            | 1989       | 3., doplněné a přepracované           | Albatros       |                                            |
| 05           | Dovedu to!                                | Elstner, František Alexandr                    | 1962       | 1.                                    | SNDK           |                                            |
| 06           | Dneska vařím já                           | Bodláková, Jitka                               | 1962       | 1.                                    | SNDK           |                                            |
| 06           | Dneska vařím já                           | Bodláková, Jitka                               | 1966       | 2., rozšířené                         | SNDK           |                                            |
| 07           | Nejen zlatá jablka                        | Jist, Adam                                     | 1963       | 1.                                    | SNDK           |                                            |
| 08           | Letadla včera, dnes a zítra               | Feuerstein, Karel                              | 1963       | 1.                                    | SNDK           |                                            |
| 09           | Naši brouci                               | Mařan, Josef                                   | 1963       | 1.                                    | SNDK           |                                            |
| 09           | Naši brouci                               | Mařan, Josef                                   | 1972       | 2.                                    | Albatros       |                                            |
| 10           | Kouzla se zvířaty                         | Patočka, Karel                                 | 1964       | 1.                                    | SNDK           | Na deskách uvedeno číslo 8.                |
| 11           | Kouzelné brýle                            | Zapletal, Miloš                                | 1963       | 1.                                    | SNDK           |                                            |
| 11           | Kouzelné brýle                            | Zapletal, Miloš                                | 1972       | 2., přepracované                      | Albatros       |                                            |
| 12           | Česká města                               | Louda, Jiří                                    | 1964       | 1.                                    | SNDK           |                                            |
| 12           | Česká města                               | Louda, Jiří                                    | 1974       | 2., doplněné a přepracované           | Albatros       |                                            |
| 13           | Svět na kolejích                          | Hlavatý, Miloslav                              | 1964       | 1.                                    | SNDK           |                                            |
| 14           | Divotvorné krabičky                       | Vydra, Jindřich; Jungmannová, Ela; Zeman, Ivan | 1964       | 1.                                    | SNDK           |                                            |
| 15           | Chemik detektivem                         | Čajda, Ivan                                    | 1964       | 1.                                    | SNDK           |                                            |
| 15           | Chemik detektivem                         | Čajda, Ivan                                    | 1982       | 2., upravené                          | Albatros       |                                            |
| 16           | Rozum do kapsy                            | kolektiv autorů                                | 1964       | 1.                                    | SNDK           |                                            |
| 16           | Rozum do kapsy                            | kolektiv autorů                                | 1973       | 2., opravené a rozšířené              | Albatros       |                                            |
| 16           | Rozum do kapsy                            | kolektiv autorů                                | 1977       | 3., opravené a doplněné               | Albatros       |                                            |
| 16           | Rozum do kapsy                            | kolektiv autorů                                | 1995       | 6., přepracované a doplněné           | Albatros       |                                            |
| 16           | Rozum do kapsy                            | kolektiv autorů                                | 1996       | dotisk 6. přepracovaného a doplněného | Albatros       |                                            |
| 16           | Rozum do kapsy                            | kolektiv autorů                                | 1999       | 7., upravené a doplněné               | Albatros       |                                            |
| 17           | Fyzikální kratochvíle                     | Öveges, József                                 | 1965       | 1.                                    | SNDK           |                                            |
| 18/I         | Dobrodružnou stezkou                      | Elstner, František Alexandr                    | 1965       | 1. v edici OKO                        | SNDK           |                                            |
| 18/II        | Dobrodružnou stezkou                      | Elstner, František Alexandr                    | 1965       | 1. v edici OKO                        | SNDK           |                                            |
| 19           | Hádej, hádej, hadači                      | Strouhal, Josef                                | 1966       | 1.                                    | SNDK           |                                            |
| 20           | Naše houby                                | Kotlaba, František                             | 1965       | 1.                                    | SNDK           |                                            |
| 20           | Naše houby                                | Kotlaba, František                             | 1972       | 2., přepracované a rozšířené          | Albatros       |                                            |
| 20           | Naše houby                                | Kotlaba, František                             | 1982       | 3., přepracované a rozšířené          | Albatros       |                                            |
| 21           | Naše nerosty                              | Kouřimský, Jiří                                | 1966       | 1.                                    | SNDK           |                                            |
| 22           | Šach mat                                  | Maier-Puschi, Kolma; Houška, Vítězslav         | 1968       | 1.                                    | SNDK           |                                            |
| 23           | Sport a hry                               | Dudek, Oldřich                                 | 1967       | 1.                                    | SNDK           |                                            |
| 24           | Lodi včera, dnes a zítra                  | Šmíd, Mirko                                    | 1968       | 1.                                    | SNDK           |                                            |
| 25           | Naše stromy a keře                        | Mezera, Alois                                  | 1969       | 1.                                    | Albatros       |                                            |
| 25           | Naše stromy a keře                        | Mezera, Alois                                  | 1969       | 2., přepracované                      | Albatros       |                                            |
| 26           | Naši savci                                | Hanzák, Jan                                    | 1970       | 1.                                    | Albatros       |                                            |
| 27           | Automobily včera, dnes a zítra            | Elstner, František Alexandr                    | 1969       | 1.                                    | Albatros       |                                            |
| 28           | Rostliny známé neznámé                    | Jirásek, Václav                                | 1970       | 1.                                    | Albatros       |                                            |
| 28           | Rostliny známé neznámé                    | Jirásek, Václav                                | 1985       | 2., přepracované                      | Albatros       |                                            |
| 29           | chybí                                     |                                                |            |                                       |                |                                            |
| 30           | Abrakadabra                               | Klapetek, Josef                                | 1970       | 1.                                    | Albatros       |                                            |
| 31           | Hudební nástroje                          | Klement, Miloslav                              | 1972       | 1.                                    | Albatros       |                                            |
| 32           | Vyberte si pejska                         | Vaculín, Ivo                                   | 1972       | 1.                                    | Albatros       |                                            |
| 32           | Vyberte si pejska                         | Vaculín, Ivo                                   | 1986       | 2., doplněné a upravené               | Albatros       |                                            |
| 33           | Naše souhvězdí                            | Kleczek, Josip                                 | 1973       | 1.                                    | Albatros       |                                            |
| 33           | Naše souhvězdí                            | Kleczek, Josip                                 | 1978       | 2., doplněné a opravené               | Albatros       |                                            |
| 33           | Naše souhvězdí                            | Kleczek, Josip                                 | 1986       | 3., doplněné a opravené               | Albatros       |                                            |
| 33           | Naše souhvězdí                            | Kleczek, Josip                                 | 1994       | 4., doplněné a opravené               | Albatros       |                                            |
| 34           | České erby                                | Janáček, Josef; Louda, Jiří                    | 1974       | 1.                                    | Albatros       |                                            |
| 34           | České erby                                | Janáček, Josef; Louda, Jiří                    | 1988       | 2., rozšířené                         | Albatros       |                                            |
| 35           | Naši denní motýli                         | Moucha, Josef                                  | 1973       | 1.                                    | Albatros       |                                            |
| 35           | Naši denní motýli                         | Moucha, Josef                                  | 1980       | 2.                                    | Albatros       |                                            |
| 36           | Náš les                                   | Patočka, Karel                                 | 1974       | 1.                                    | Albatros       |                                            |
| 36           | Náš les                                   | Patočka, Karel                                 | 1989       | 2., doplněné                          | Albatros       |                                            |
| 37           | Sestroj si sám                            | Kyzlink, Jaroslav                              | 1974       | 1.                                    | Albatros       |                                            |
| 38           | Zbraně, střelci, puškaři                  | Letošníková-Michálková, Ludiše                 | 1975       | 1.                                    | Albatros       |                                            |
| 39           | Svět dopravních letadel                   | Toufar, Pavel                                  | 1976       | 1.                                    | Albatros       |                                            |
| 40           | Naši noční motýli                         | Moucha, Josef; Zahradník, Jiří                 | 1975       | 1.                                    | Albatros       |                                            |
| 41           | Naše stavební památky                     | Herout, Jaroslav                               | 1975       | 1.                                    | Albatros       |                                            |
| 42           | chybí                                     |                                                |            |                                       |                |                                            |
| 43           | Naše hory                                 | Čihař, Jiří                                    | 1976       | 1.                                    | Albatros       |                                            |
| 44           | Vlajky a znaky celého světa               | Šubrt, Josef                                   | 1977       | 1.                                    | Albatros       |                                            |
| 45           | Cesty ke hvězdám                          | Toufar, Pavel                                  | 1976       | 1.                                    | Albatros       |                                            |
| 46           | Náš hmyz                                  | Zahradník, Jiří                                | 1981       | 1.                                    | Albatros       |                                            |
| 46           | Náš hmyz                                  | Zahradník, Jiří                                | 1987       | 2., upravené                          | Albatros       |                                            |
| 47           | Naše přehrady                             | Čihař, Jiří; Janka, Otto                       | 1978       | 1.                                    | Albatros       |                                            |
| 48           | Letadla československých pilotů I         | Šorel, Václav                                  | 1979       | 1.                                    | Albatros       | Ilustrace Jaroslav Velc.                   |
| 49           | Republiky SSSR                            | Litschauerová, Nina                            | 1977       | 1.                                    | Albatros       | Na přední straně nemá klasický černý pruh. |
|              | Republiky SSSR                            | Litschauerová, Nina                            | 1989       | 2., doplněné a rozšířené              | Albatros       | Bez černých pruhů, není OKO.               |
| 50           | Od pěstního klínu k Přemyslově radlici    | Sklenář, Karel                                 | 1981       | 1.                                    | Albatros       |                                            |
| 51           | Sestroj si doma                           | Kyzlink, Jaroslav                              | 1977       | 1.                                    | Albatros       |                                            |
| 52           | Naše nerostné bohatství                   | Kouřimský, Jiří                                | 1982       | 1.                                    | Albatros       |                                            |
| 53           | Letadla československých pilotů II        | Šorel, Václav                                  | 1982       | 1.                                    | Albatros       |                                            |
| 54           | Od trilobita k člověku                    | Fejfar, Oldřich                                | 1980       | 1.                                    | Albatros       | V tiráži uvedeno číslo 50.                 |
| 55           | Zbraně, šerm a mečíři                     | Letošníková, Ludiše                            | 1983       | 1.                                    | Albatros       |                                            |
| 55           | Zbraně, šerm a mečíři                     | Letošníková, Ludiše                            | 1989       | 2.                                    | Albatros       |                                            |
| 56           | Indiánskou stezkou                        | Šolc, Václav                                   | 1982       | 1. v edici OKO                        | Albatros       |                                            |
| 57           | Mořská fauna a flóra                      | Altman, Antonín                                | 1984       | 1.                                    | Albatros       |                                            |
| 58           | Naše jedovaté rostliny                    | Novák, Jan                                     | 1984       | 1.                                    | Albatros       |                                            |
| 59           | Naše Slunce                               | Kleczek, Josip                                 | 1984       | 1.                                    | Albatros       |                                            |
| 60           | Dějiny městské dopravy                    | Losos, Ludvík                                  | 1983       | 1.                                    | Albatros       |                                            |
| 61           | České hrady                               | Durdík, Tomáš                                  | 1984       | 1.                                    | Albatros       |                                            |
| 62           | Česká města II                            | Louda, Jiří                                    | 1983       | 1.                                    | Albatros       |                                            |
| 63           | Naše lidové stavby                        | Langer, Jiří; Vařeka, Josef                    | 1983       | 1.                                    | Albatros       |                                            |
| 64           | Světem jazyků                             | Klégr, Aleš; Zima, Petr                        | 1989       | 1.                                    | Albatros       |                                            |
| 65           | Planety naší sluneční soustavy            | Koubský, Pavel                                 | 1988       | 1.                                    | Albatros       |                                            |
| 66           | Naše dějiny v datech                      | Koudelková, Jarmila                            | 1987       | 1.                                    | Albatros       |                                            |
| 66           | Naše dějiny v datech                      | Koudelková, Jarmila                            | 1989       | 2., opravené                          | Albatros       |                                            |
| 67           | Heraldika                                 | Buben, Milan                                   | 1986       | 1.                                    | Albatros       |                                            |
| 68           | Naši slavní sportovci                     | Hanousek, Ivan; Lacina, Jiří                   | 1987       | 1.                                    | Albatros       |                                            |
| 69           | chybí                                     |                                                |            |                                       |                |                                            |
| 70           | Jak se lidé dorozumívali                  | Seger, Jiří                                    | 1987       | 1.                                    | Albatros       |                                            |
| 71           | Hlavní města Evropy                       | Škňouřil, Evžen                                | 1989       | 1.                                    | Albatros       |                                            |
| 72           | Jak rostliny cestují                      | Opravil, Emanuel                               | 1987       | 1.                                    | Albatros       |                                            |
| 73           | Naši motýli                               | Zahradník, Jiří                                | 1997       | 1.                                    | Albatros       |                                            |
| Nečíslováno. | Hlavní města Evropy                       | Škňouřil, Evžen                                | 1998       | 2., doplněné a přepracované           | Albatros       |                                            |
| Nečíslováno. | České dějiny v datech                     | Pernes, Jiří                                   | 1998       | 1.                                    | Albatros       |                                            |
| Nečíslováno. | Malý průvodce olympijskými sporty         | Flegl, Václav                                  | 1999       | 1.                                    | Albatros       |                                            |
| Nečíslováno. | Naše souhvězdí                            | Kleczek, Josip                                 | 2000       | 5., opravené a doplněné               | Albatros       |                                            |
| Nečíslováno. | Malá tábornická encyklopedie              | Kubeš, Vladimír                                | 2000       | 1.                                    | Albatros       |                                            |
| Nečíslováno. | Evropské dějiny v datech                  | Pernes, Jiří                                   | 2000       | 1.                                    | Albatros       |                                            |
| Nečíslováno. | (Ne)rozum do kapsy                        | Tibbals, Geoff; OʼMüller, Harry                | 2001       | 1.                                    | Albatros       |                                            |
| Nečíslováno. | (Ne)rozum do kapsy                        | Tibbals, Geoff; OʼMüller, Harry                | 2002       | (2.)                                  | Albatros       | Brožované. Neprodejný výtisk.              |
| Nečíslováno. | 20. století – fakta, fakta, fakta         | kolektiv autorů                                | 2001       | 1.                                    | Albatros       |                                            |
| Nečíslováno. | Rozum do kapsy                            | kolektiv autorů                                | 2002       | 8., aktualizované a doplněné          | Albatros       |                                            |
| Nečíslováno. | Energie                                   | Kleczek, Josip                                 | 2002       | 1.                                    | Albatros       |                                            |
| Nečíslováno. | Hlavní města světa                        | Škňouřil, Evžen; Škňouřilová, Romana           | 2002       | 1.                                    | Albatros       |                                            |
| Nečíslováno. | Dnes vařím já                             | Pavličová, Šárka                               | 2002       | 1.                                    | Albatros       |                                            |
| Nečíslováno. | Rok do kapsy                              | Müller, Ondřej; Tatíčková, Irena               | 2003       | 1.                                    | Albatros       |                                            |
| Nečíslováno. | České dějiny v datech                     | Pernes, Jiří                                   | 2003       | 2., rozšířené a aktualizované         | Albatros       |                                            |
| Nečíslováno. | Malá tábornická encyklopedie              | Kubeš, Vladimír                                | 2003       | 2.                                    | Albatros       |                                            |
| Nečíslováno. | Naše houby                                | Kotlaba, František                             | 2004       | 4., přepracované                      | Albatros       |                                            |
| Nečíslováno. | Hlavní města Evropy                       | Škňouřil, Evžen                                | 2004       | 3., doplněné                          | Albatros       |                                            |
| Nečíslováno. | České zvyky a obyčeje                     | Vondrušková, Alena                             | 2004       | 1.                                    | Albatros       |                                            |
| Nečíslováno. | Pes pro mě                                | Smrček, Martin; Smrčková, Lea                  | 2004       | 1.                                    | Albatros       |                                            |
| Nečíslováno. | Nový rozum do kapsy. Kultura a společnost | kolektiv autorů                                | 2004       | 9. (1. v této podobě)                 | Albatros       |                                            |
| Nečíslováno. | Nový rozum do kapsy. Věda a příroda       | kolektiv autorů                                | 2004       | 9. (1. v této podobě)                 | Albatros       |                                            |
| Nečíslováno. | Peníze do kapsy                           | Havel, Jan; Odehnal, Antonín                   | 2004       | 1.                                    | Albatros       |                                            |
| Nečíslováno. | Svět v souvislostech                      | kolektiv autorů                                | 2005       | 1.                                    | Albatros       |                                            |
| Nečíslováno. | Náš vesmír                                | Kleczek, Josip                                 | 2005       | 1.                                    | Albatros       |                                            |
| Nečíslováno. | 777 + 1 zajímavost z historie Země        | Záruba, Bořivoj                                | 2005       | 1.                                    | Albatros       |                                            |
| Nečíslováno. | Naši ptáci                                | Smrček, Martin; Smrčková, Lea                  | 2005       | 1.                                    | Albatros       |                                            |
| Nečíslováno. | Čeští cestovatelé a mořeplavci            | Martínek, Miloslav; Martínek, Jiří             | 2006       | 1.                                    | Albatros       |                                            |
| Nečíslováno. | Kryptologie, šifrování a tajná písma      | Vondruška, Pavel                               | 2006       | 1.                                    | Albatros       |                                            |
| Nečíslováno. | Život ve středověku                       | Vondruška, Vlastimil                           | 2007       | 1.                                    | Albatros       |                                            |
| Nečíslováno. | Knížka poslední záchrany                  | Kubeš, Vladimír                                | 2007       | 1.                                    | Albatros       |                                            |
| Nečíslováno. | Kapesní svět 1                            | Bulisová, Jiřina; Chvátal, Marek               | 2007       | 1.                                    | Albatros       |                                            |
| Nečíslováno. | Kapesní svět 2                            | Bulisová, Jiřina; Chvátal, Marek               | 2007       | 1.                                    | Albatros       |                                            |
| Nečíslováno. | Malá tábornická encyklopedie              | Kubeš, Vladimír                                | 2007       | dotisk 2. vydání                      | Albatros       |                                            |
| Nečíslováno. | České hrady                               | Durdík, Tomáš                                  | 2008       | 2., upravené                          | Albatros       |                                            |
| Nečíslováno. | České dějiny v datech                     | Pernes, Jiří                                   | 2008       | 3., rozšířené a aktualizované         | Albatros       |                                            |
| Nečíslováno. | Dnes vařím já                             | Pavličová, Šárka                               | 2008       | 2., upravené                          | Albatros       |                                            |
| Nečíslováno. | Naši motýli                               | Zahradník, Jiří                                | 2009       | 2.                                    | Albatros       |                                            |
| Nečíslováno. | Rodinné svátky a oslavy                   | Vondrušková, Alena                             | 2010       | 1.                                    | Albatros       |                                            |
| Nečíslováno. | Exotičtí ptáci a jejich chov              | Smrček, Martin; Smrčková, Lea                  | 2010       | 1.                                    | Albatros       |                                            |
| Nečíslováno. | Hádej, hádej, hadači                      | Strouhal, Josef                                | 2019       | 2.                                    | Albatros       |                                            |

## Zajímavosti
V roce 2012 vydalo nakladatelství Československý spisovatel titul s názvem České dějiny v datech, jehož autorem je Aleš Česal. Kniha budí dojem, že je součástí edice OKO (na černém pruhu je název autora místo nápisu edice OKO), s edicí však nemá nic společného.
V roce 2019 vydalo nakladatelství Albatros v rámci oslav 70. výročí reedici několika nejpopulárnějších dětských knih. Svazek edice OKO č. 19 Hádej, hádej, hadači byl mezi nimi.